# Parewadada
Parewadada – gaun wikas samiti w zachodniej części Nepalu w strefie Gandaki w dystrykcie Lamjung. Według nepalskiego spisu powszechnego z 2001 roku liczył on 620 gospodarstw domowych i 2817 mieszkańców (1502 kobiet i 1315 mężczyzn).